# 阿尔泰区 (哈卡斯共和国)

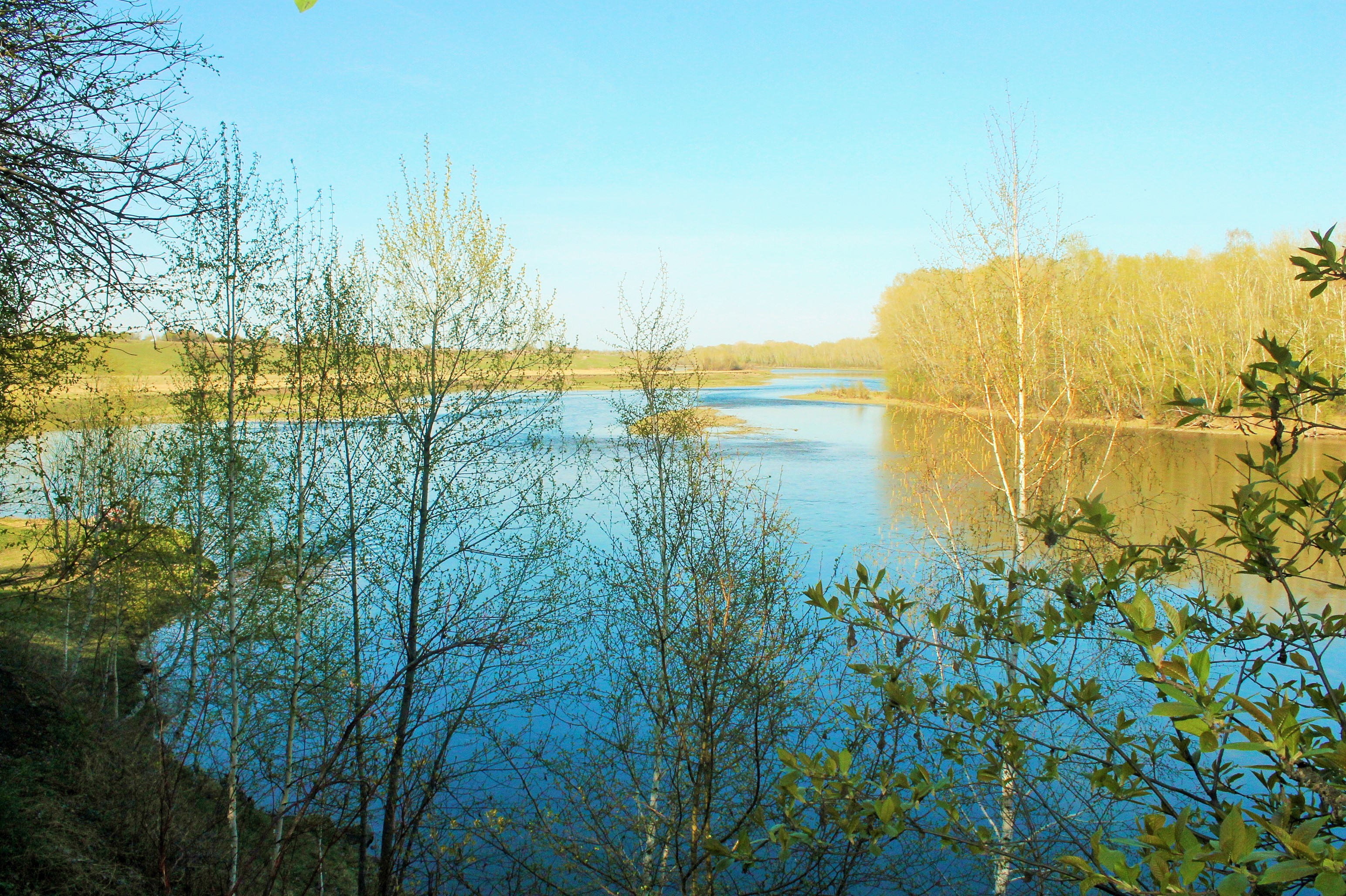
流经该区的叶尼塞河

阿尔泰区（羅馬化：Altayskiy rayon；哈卡斯语：Алтай аймағы）是俄罗斯哈卡斯共和国的区，行政中心为白亚尔。该区以北为共和国首府阿巴坎，西北与乌斯季阿巴坎区以阿巴坎河为界，西南接别亚区，东与克拉斯诺亚尔斯克边疆区以叶尼塞河为界。
区名来自于前行政中心阿尔泰村。因地理位置不便，该区行政中心在1945年迁至白亚尔。该区2021年人口有25,133人；2010年人口25,559；2002年人口23,894；1989年人口22,237。